# Северный Ачех
Северный Ачех (индон. Aceh Utara) — округ в провинции Ачех. Округ окружает муниципалитет Лхоксёмаве (бывшую столицу округа), административный центр — город Лхоксукон.

## История
В 2001 году бывшая столица округа — город Лхоксёмаве — был выделен в отдельный муниципалитет.

## Население
Согласно переписи 2008 года, на территории округа проживало 525 785 человек.

## Экономика
Округ Северный Ачех является крупнейшим промышленным регионом Индонезии вне Джакарты благодаря своей нефте- и газодобыче. В области сельского хозяйства округ является одним из крупнейших производителей риса.

## Административное деление
Округ Северный Ачех делится на следующие районы:
- Бактия
- Банда-Баро
- Западная Бактия
- Чот-Гирек
- Девантара
- Кута-Макмур
- Лангкахан
- Лхоксукон
- Матанг-Кули
- Мёрах-Мулиа
- Муара-Бату
- Нибонг
- Нисам
- Пая-Баконг
- Самудера
- Саванг
- Сёнуддон
- Симпанг-Кёрамат
- Танах-Луас
- Танах-Джамбо-Айе
- Танах-Пасир
- Шамталира-Арон
- Шамталира-Баю